# Fortunato Lacámera
Fortunato Lacámera (5 de octubre de 1887, Buenos Aires, Argentina - 26 de febrero de 1951, Buenos Aires, Argentina) fue un pintor argentino que nació y murió en el barrio porteño de La Boca, barrio que convierte en tema preferido de sus pinturas.

## Biografía
Recibió influencia de Alfredo Lazzari quien fue su maestro, y forma parte del grupo de pintores de La Boca.
A partir de 1919 concurrió al Salón Nacional y a numerosos salones del interior, en los que obtuvo importantes galardones.
En 1929 recibe el premio Sociedad Estímulo de Bellas Artes, en 1936 el premio Acuarelista por la dirección nacional de Bellas Artes y en 1938 el Premio Estímulo en el Salón Nacional, entre otros.
En 1940 Lacámera fundó la Agrupación de Gente de Artes y Letras Impulso, en la que reunió a los protagonistas de la vida cultural de su barrio. A esta institución el artista dedicó sus mayores esfuerzos, presidiéndola hasta el día de su muerte. Fue distinguido con el Premio Estímulo de Bellas Artes en el XVIII Salón Nacional en 1940. Fortunato Lacámera falleció en Buenos Aires el 26 de febrero de 1951, de fuerte contenido social, dichas obras serían incluidas hacia 1954 en el Museo Nacional de Bellas Artes, pero retiradas entre 1955 y 1959 durante la dictadura.[cita requerida]
Sus obras integran el patrimonio del Museo Nacional de Bellas Artes; el Museo de Bellas Artes de La Boca “Benito Quinquela Martín”; el Museo Municipal de Artes Plásticas "Eduardo Sívori" y los museos municipales de Tandil, Junín, Mar del Plata, Bahía Blanca y Rosario, además del Museo “Pedro de Mendoza” en Santa Fe y el Liceo Militar "Gral. San Martín", provincia de Buenos Aires.

## Técnica
En sus obras utiliza colores apagados y poco vivaces, que transmiten una sensación de reposo contenido, como la soledad y la serenidad de aquel barrio. Otra característica es la media luz, que se filtra a través de una ventana, su reflejo y como influyen en el objeto.